# Rat für Festlandangelegenheiten

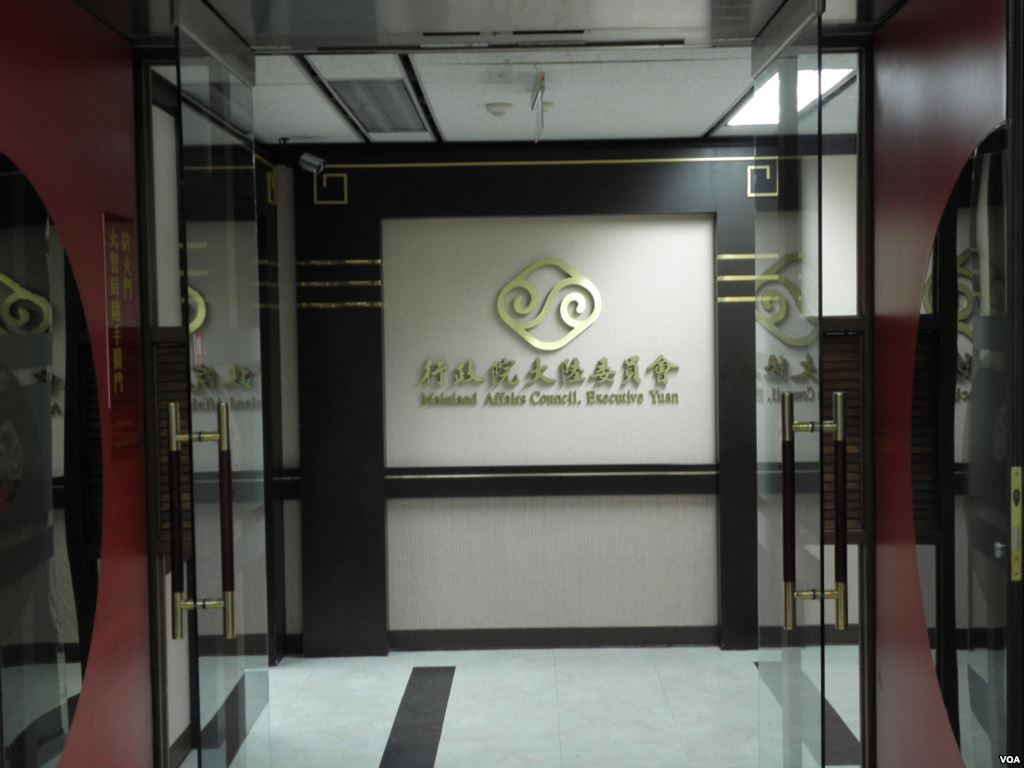
Rat für Festlandangelegenheiten

Der Rat für Festlandangelegenheiten (chinesisch 大陸委員會 / 大陆委员会, Pinyin Dàlù Wěiyuánhuì, engl. Mainland Affairs Council (MAC)) ist die im Exekutiv-Yuan angesiedelte Stelle für die allgemeine Planung, Koordinierung, Bewertung und Umsetzung der Politik der Republik China auf Taiwan gegenüber der Volksrepublik China.
Das Gegenstück auf Seiten der Volksrepublik China ist das Büro für Taiwan-Angelegenheiten. 
Der Rat führt die Stiftung Austausch über die Taiwanstraße, eine private Organisation, welche technische und geschäftliche Angelegenheiten in Bezug auf das chinesische Festland regelt. Das Gegenstück auf Seiten der Republik China ist die Vereinigung für Beziehungen beiderseits der Taiwanstraße.
Seit dem 28. September 2012 ist der Kuomintang-Politiker Wang Yu-chi Minister des Rates.